# Courtomer, Orne
Courtomer är en kommun i departementet Orne i regionen Normandie i nordvästra Frankrike. Kommunen ligger i kantonen Courtomer som tillhör arrondissementet Alençon. År 2022 hade Courtomer 725 invånare.

## Befolkningsutveckling
Antalet invånare i kommunen Courtomer
| Referens: INSEE |